# 서명원 (축구 선수)
서명원(1995년 4월 19일 ~ )은 대한민국의 축구 선수이며 포지션은 공격수이다. 현 K3리그 김해시청 축구단에서 활약하고 있다.

## 클럽 경력
계성초등학교 시절이던 2007년 춘계유소년연맹선수권대회에서 팀을 우승으로 이끌고 본인은 대회 MVP에 뽑히는 등의 활약을 펼친 이듬해 차범근 축구대상을 수상하며 본격적으로 주목받기 시작하였다. 신평중학교에 재학 중이던 2010년 잉글랜드로 건너가 포츠머스 유소년 팀에 입단하였고 약 1년 간 활약하며 여러 프리미어리그 클럽들로부터 러브콜을 받았으나 포츠머스의 재정 악화로 계약을 유지하기 어렵게 되자 귀국하였다. 귀국 후 참가한 금석배 전국학생축구대회에서 5경기 14골 4도움을 기록하며 녹슬지 않은 기량을 선보였고 2011년 신평고등학교에 진학하였다. 1학년부터 주전 자리를 꿰차고 팀의 중심으로 활약하던 2012년 무릎 십자인대가 파열되는 큰 부상을 입고 반년을 재활에 매달렸다.
2014년 1부 리그인 K리그 클래식 클럽들의 러브콜을 뿌리치고 고향에서 가까운 2부 리그 K리그 챌린지 대전 시티즌에 입단하였고, 3월 30일 고양과의 리그 경기에서 2경기 만에 데뷔골을 터뜨렸고 다음 경기인 강원과의 경기에서도 골을 성공시키며 2경기 연속골을 기록하였다. 6월 7일 부천과의 경기에서 리그 4호골을 기록한 후에는 조진호 감독으로부터 "박주영 이상의 선수가 될 재목"이라는 평가를 받았다. 데뷔 시즌 리그 26경기에 출전하여 4골 5도움을 기록하며 대전의 1부 리그 승격에 기여하였다.
2015년 울산 현대와의 홈 경기에서 동점골을 성공시키며 대전의 2015 시즌 첫 승점 획득에 기여하였다. 그후 부상으로 슬럼프를 겪었지만, 부산 아이파크와의 경기에서 멀티골을 기록하며, 대전의 역전승과 리그 2연승을 이끌었다.
2015 시즌 종료 후 대전이 승격한 지 1년 만에 챌린지로 재강등되자, 12월 28일 울산 현대로 이적하였다.
하지만, 2016 시즌부터 부상에 많이 시달린 탓에 많은 경기에 출전 하지 못했고, 결국 2018년 1월 16일 강원 FC로 이적하였다. 하지만 서명원은 강원에서도 주전 경쟁에 실패했고 많은 경기에 나서지 못했다.
2020시즌을 앞두고 K리그2의 부천 FC 1995로 이적했다.
2021시즌을 앞두고 전남 드래곤즈로 이적했다.

## 수상

### 클럽

#### 대전 시티즌
- K리그 챌린지
  - 우승 1회 : 2014

#### 울산 현대
- FA컵
  - 우승 1회 : 2017

#### 전남 드래곤즈
- FA컵
  - 우승 1회 : 2021